# Petra Němcová
Petra Němcová (Karviná, República Checa; 24 de junio de 1979) es una modelo checa. Ha hecho varios anuncios para reconocidas marcas de moda, como Clarins, Lancaster o Max Factor.

## Biografía
Su padre es albañil y su madre maestra. También tiene una hermana llamada Olga.
Se convirtió en modelo después de ser descubierta mientras caminaba por la calle a los dieciséis años durante una búsqueda de talentos nacionales. Después de hacer su primer trabajo como modelo en 2001, Petra empezó a trabajar con modelos como Heidi Klum o Judit Mascó. Apareció en la portada del 2003 del Sports Illustrated Swimsuit Issue, y también ha sido modelo para Victoria's Secret, entre otras muchas empresas en el mercado de las prendas de vestir de la mujer. 
El 3 de junio de 2004, fue uno de los jueces de televisión, en la 53.ª edición de Miss Universo en Quito, Ecuador.
Es considerada una de las mujeres más sexies por FHM.

### Retirada del mundo de la moda
En diciembre de 2004, su novio, el fotógrafo británico Simon Atlee murió en el tsunami de Khao Lak, Tailandia mientras ambos se encontraban de vacaciones allí. Němcová consiguió trepar a una palmera, donde pasó ocho horas, pero Atlee no consiguió sobrevivir a las olas de 5 metros. Su muerte se confirmó en marzo de 2005, cuando su cuerpo fue hallado.
Petra sufrió varias lesiones, entre ellas una rotura de pelvis, así como varios daños internos y contusiones. Tardó varios meses en recuperarse; posteriormente anunció que se retiraba definitivamente del mundo de la moda, y que solo trabajaría como modelo en causas benéficas.
Después de su recuperación, fundó la ONG Happy Hearts, con la que promueve la construcción de colegios y dormitorios para los niños huérfanos por el maremoto de Khao Lak (Tailandia).

### Vida de modelo
En 2007 Němcová fue la presentadora de un reality show denominado «Vida de modelo», en el que seis jóvenes aprendían de la supermodelo y otros profesionales de la agencia de modelos Next. El programa fue transmitido por People+Arts.

## Vida personal
Está casada con Benjamin Larretche. En septiembre de 2019 confirmó su primer embarazo. El 15 de noviembre de 2019 dio a luz a un niño.